# Аль-Адиль II Абу Бакр ибн Мухаммад
Аль-Адиль Сайф ад-Дин Абу Бакр ибн Мухаммад (или Аль-Адиль II, араб. سيف الدين الملك العادل أبو بكر بن ناصر الدين محمد‎) (1216 — 1248) — седьмой султан из династии Айюбидов, правивший Египтом в 1238—1240 годах; военачальник.

## Биография
Его отец аль-Камиль умер 8 марта 1238 года, и аль-Адиль стал его преемником. В это время анархия в государстве стремительно росла. Аль-Муджахид Ширкух II ибн Мухаммад, эмир Хомса, атаковал своего соседа и конкурента Тадж ад-Дина, эмира Хамы. В Дамаске также шла борьба за власть, и сводный брат аль-Адиля ас-Салих Айюб ибн Мухаммад взял власть в начале 1239 года. Аль-Адиль вступил в союз со своим дядей ас-Салихом Исмаилом.
Между тем Айюб заключил союз со своим двоюродным братом, ан-Насиром Даудом, бывшим эмиром Дамаска и эмира Керака. Айюб рассчитывал взять под контроль Египет, а ан-Насир — Дамаск. Войска Айюба двинулись в Египет, а навстречу ему — войска аль-Адиля. 31 мая 1240 года у Бильбейса мамлюки Айюба окружили палатку аль-Адиля и вынудили его объявить о передаче трона Айюбу.
Аль-Адиль был отправлен в тюрьму в Каире и умер 9 февраля 1248 года. Он оставил сына Фет ад-Дина Умара.
Переворот, организованный мамлюками в мае 1240 года, был прелюдией к периоду, когда они станут играть определяющую роль в жизни Египта. Айюб, обязанный мамлюкам троном, лишь разжигал их самомнение. Когда Туран-шах II ибн Айюб, сын и преемник Айюба, попытался взять их под контроль, мамлюки убили его и положили конец султанату Айюбидов.